# Macuata (tỉnh)

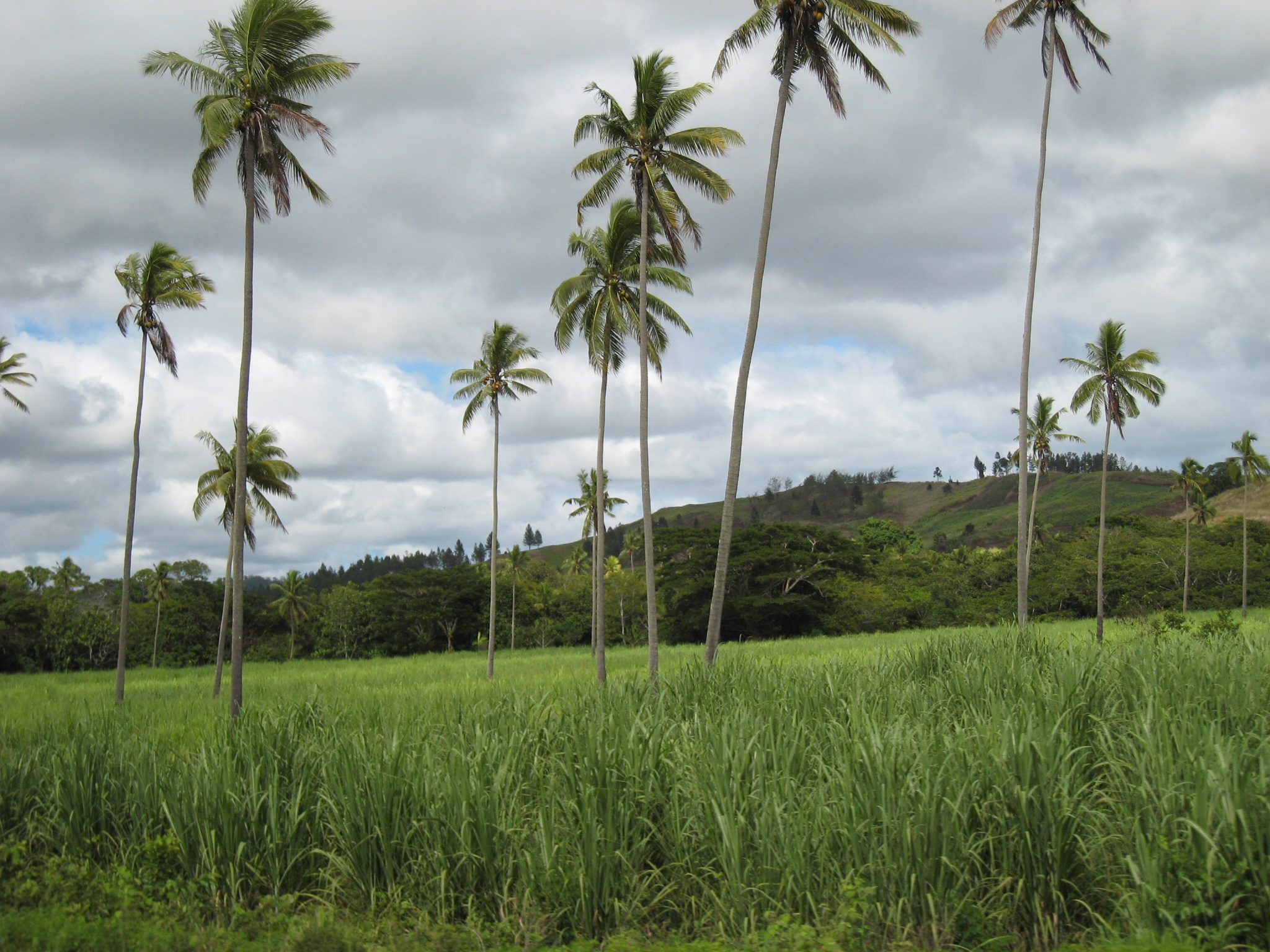
10 phút về phía tây Labasa, Vanua Levu, Fiji

Macuata là một trong 14 tỉnh của Fiji, là một trong ba tỉnh ở miền bắc hòn đảo Vanua Levu, diện tích của tỉnh là 2004 km². Tỉnh được chia thành 12 quận và 114 làng. Dân số của tỉnh theo thống kê năm 2007 là 72441 người và là tỉnh đông dân thứ tư cả nước. Hơn một phần tư cư dân trong tỉnh (24.187 năm 1996) sống tại thị trấn Labasa.